# Ampharete petersenae
Ampharete petersenae är en ringmaskart som beskrevs av Zhirkov 1997. Ampharete petersenae ingår i släktet Ampharete och familjen Ampharetidae. Arten har ej påträffats i Sverige. Inga underarter finns listade i Catalogue of Life.